# LED Throwie

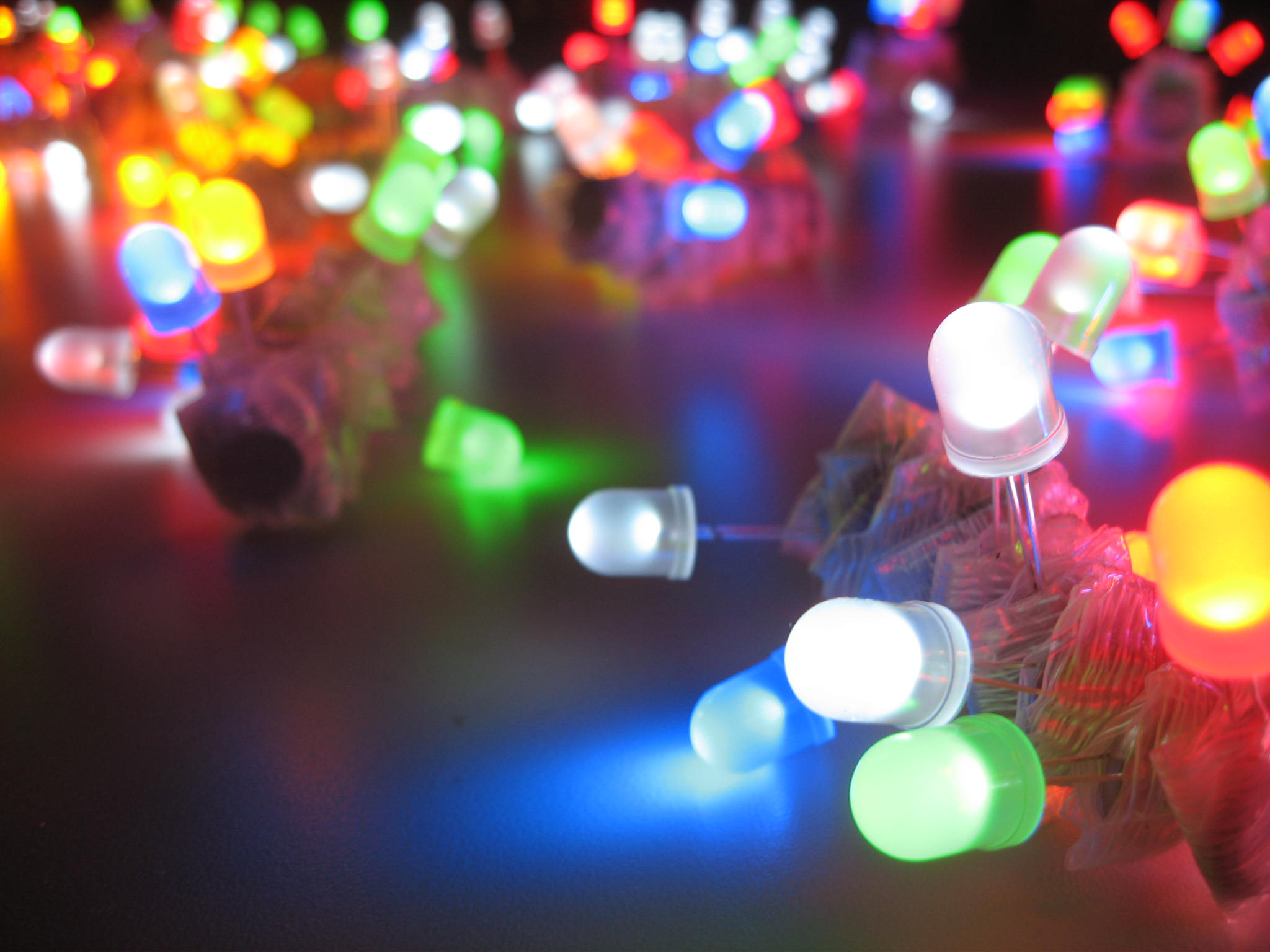
Několik LED throwies

LED throwie (v Česku nazývané také jako „LED házítko“, či „LED magnet“) je malé elektronické zařízení používané světelnými umělci. Využívá levnou a energeticky nenáročnou LED technologii. Umění je rozšířené především v USA, kde umělci házejí throwies na sloupy, lampy, mosty a jiné kovové stavby. Říká se tomu nedestruktivní graffiti. Původní throwie jen svítí. Existuje však mnoho variant, jako např. vícebarevné, blikající, s vypínačem apod.
Základem throwie jsou čtyři části:
- Mincová lithiová baterie (nejčastěji CR2032)
- LED dioda (v jakýkoliv barvách, velikostech a roztečích vývodů)
- Magnet (většinou neodymový)
- Lepidlo (lepicí páska, silikon…)

## Názory veřejnosti
Umění má mnoho příznivců a také mnoho odpůrců. Příznivcům se líbí netradiční a levně dostupné umění, které může vytvořit kdokoliv bez jakéhokoliv nadání a znalostí. Odpůrcům většinou vadí fakt, že někteří „svá umění neuklízejí“ a po pár týdnech, kdy přestane throwie zcela svítit, zůstane stále na místě, kde vytvoří nebezpečný odpad (lithiová baterie).